# Клеандр (сын Полемократа)
Клеандр (др.-греч. Κλέανδρος; IV век до н. э.) — македонский военачальник Александра Македонского.
Во время походов Александра Клеандр руководил отрядом наёмников-ветеранов, участвовал в осаде Тира и битве при Гавгамелах. По личному приказу Александра Клеандр убил одного из самых опытных и популярных военачальников Пармениона. Впоследствии, за своё неподобающее поведение на должности наместника царя в Мидии он был приговорён к смерти. По одной из версий, истинная причина казни Клеандра состояла в том, что военачальник примкнул к группе Гарпала, которая готовила захват власти после вероятной гибели Александра во время индийского похода.

## Биография
Клеандр родился в семье представителя верхнемакедонской аристократии Полемократа из области Элимея. Предположительно братом Клеандра был Кен, зять одного из наиболее влиятельных военачальников при Филиппе II и Александре Македонском Пармениона.
Клеандр участвовал в азиатском походе Александра. В конце 334 года до н. э. царь отправил Клеандра в Пелопоннес для вербовки дополнительных войск. В Греции Клеандр набрал 4 тысячи воинов, с которыми отправился обратно к основным силам Александра. По пути он, по одной из версий, был вынужден примкнуть к войскам Антигона, который сражался против персов в Каппадокии. По другой версии, Клеандр прибыл к Александру на кораблях морским путём. Согласно Квинту Курцию Руфу, на момент прибытия Клеандра со свежими силами к основному войску македонян Александр пребывал в сомнениях относительно того целесообразно ли продолжать осаду Тира.
В 331 году до н. э. Клеандр сменил Менандра на должности командира отряда наёмников. Арриан назвал сменщика Менандра Клеархом, что, по мнению современных историков, является ошибкой античного историка. Со своим отрядом «наёмников-ветеранов» Клеандр во время битвы при Гавгамелах находился на правом крыле.
В следующем 330 году до н. э. Клеандр остался в Экбатане и по приказу Александра, который передал Полидамант, вместе с Ситалком и Менидом организовал убийство Пармениона. При описании события Арриан назвал Клеандра стратегом Мидии, который взял вместе с соучастниками убийства Пармениона, командование над его войском. Квинт Курций Руф привёл свою версию убийства Пармениона. Полидамант передал письмо с приказом об убийстве Пармениона Клеандру. На следующее утро Клеандр передал престарелому военачальнику несколько писем и пока тот их читал, вонзил в бок Пармениона меч, а затем перерезал горло. Смерть престарелого военачальника произвела тягостное впечатление на обычных воинов, которые потребовали выдачи убийц. Клеандр смог успокоить войско, лишь зачитав письмо царя. После этого воины захотели с почестями похоронить Пармениона. Клеандр долго отказывал им, так как боялся оскорбить царя. Однако в конечном итоге он обезглавил тело, голову отправил Александру, а обезглавленное тело разрешил захоронить. После убийства Пармениона его пост наместника царя в Мидии перешёл к Клеандру. На этой должности Клеандр отличился бесчинствами и приобрёл множество врагов.
В 324 году до н. э. Александру, когда тот вернулся в Карманию из индийского похода, донесли о неподобающем поведении Клеандра. Жители покорённых провинций обвинили Клеандра, среди прочих военачальников, в том, что тот грабит храмы и захоронения, пренебрежительно относится к подданным, насилует девушек и знатных женщин. Особое возмущение вызвало насилие Клеандра над невинной девушкой, которую тот впоследствии отдал в наложницы своему рабу. Чтобы внушить страх другим македонянам Александр приговорил ряд военачальников, в том числе и Клеандра, к смерти. Квинт Курций Руф приводит слова Александра при принятии решения: «обвинителями забыто одно, и притом самое большое, преступление — неверие в его благополучие: они никогда не осмелились бы совершить того, что сделали, если бы желали его успешного возвращения из Индии или верили, что он вернётся». Приближённые Александра, согласно Квинту Курцию Руфу, обрадовались наказанию убийцы Пармениона. Э. Бэдиан высказал версию о том, что истинные причины казни Клеандра состояли во внутриполитической борьбе при дворе Александра, а не в его неподобающем поведении. Возможно, Клеандр примкнул к группе, состоявшей преимущественно из элимиотов по происхождению, Гарпала, который не верил в благополучное возвращение Александра из Индии и, по одной из версий, готовил захват власти.
Арриан упоминает военачальника Пантордана, сына Клеандра. Был ли Пантордан сыном данного Клеандра, либо его тёзки, неизвестно.

### Исследования
- Клеймёнов А. А. «Собак войны с цепи спуская»: наёмный контингент в македонской армии времён Филиппа II // Проблемы истории, филологии, культуры. — 2020. — № 4. — С. 185—204. — doi:10.18503/1992-0431-2020-4-70-185–204.
- Шахермайр Ф. Александр Македонский. — Ростов-на-Дону: Феникс, 1997. — 576 с. — (Исторические силуэты). — ISBN 5-85880-313-Х.
- Шифман И. Ш. Александр Македонский / ответственный редактор Э. Д. Фролов. — Л.: Наука, 1988. — ISBN 5-02-027233-7.
- Шофман А. С. Восточная политика Александра Македонского / Печатается по постановлению редакционно-издательского совета Казанского университета. Отв. редактор В. Д. Жигунин. — Казань: Издательство Казанского университета, 1976.
- Badian E. Harpalus (англ.) // The Journal of Hellenic Studies. — The Society for the Promotion of Hellenic Studies, 1961. — Vol. 81. — P. 16—43. — doi:10.2307/628074. — JSTOR 628074.
- Billows R. Antigonos the One-eyed and the Creation of the Hellenistic State (англ.). — Berkeley; Los Angeles; London: University of California Press, 1997. — ISBN 0-520-06378-3.
- Burn A. R. Notes on Alexander's Campaigns, 332—330 (англ.) // The Journal of Hellenic Studies. — The Society for the Promotion of Hellenic Studies, 1952. — Vol. 72. — P. 81—91. — doi:10.2307/627996. — JSTOR 627996.
- Heckel W. Alexander’s Marshals. A study of the Makedonian aristocracy and the politics of military leadership (англ.). — 2nd. — London; New York: Routledge, 2016. — ISBN 978-1-138-93469-6.
- Heckel W. Who's Who in the Age of Alexander and his Successors. From Chaironea to Ipsos (338—301 BC) (англ.). — Barnsley: Greenhill Books, 2021. — 554 p. — ISBN 978-1-78438-648-1.